# Agrotis recondita
Agrotis recondita là một loài bướm đêm trong họ Noctuidae.